# Parsdorf

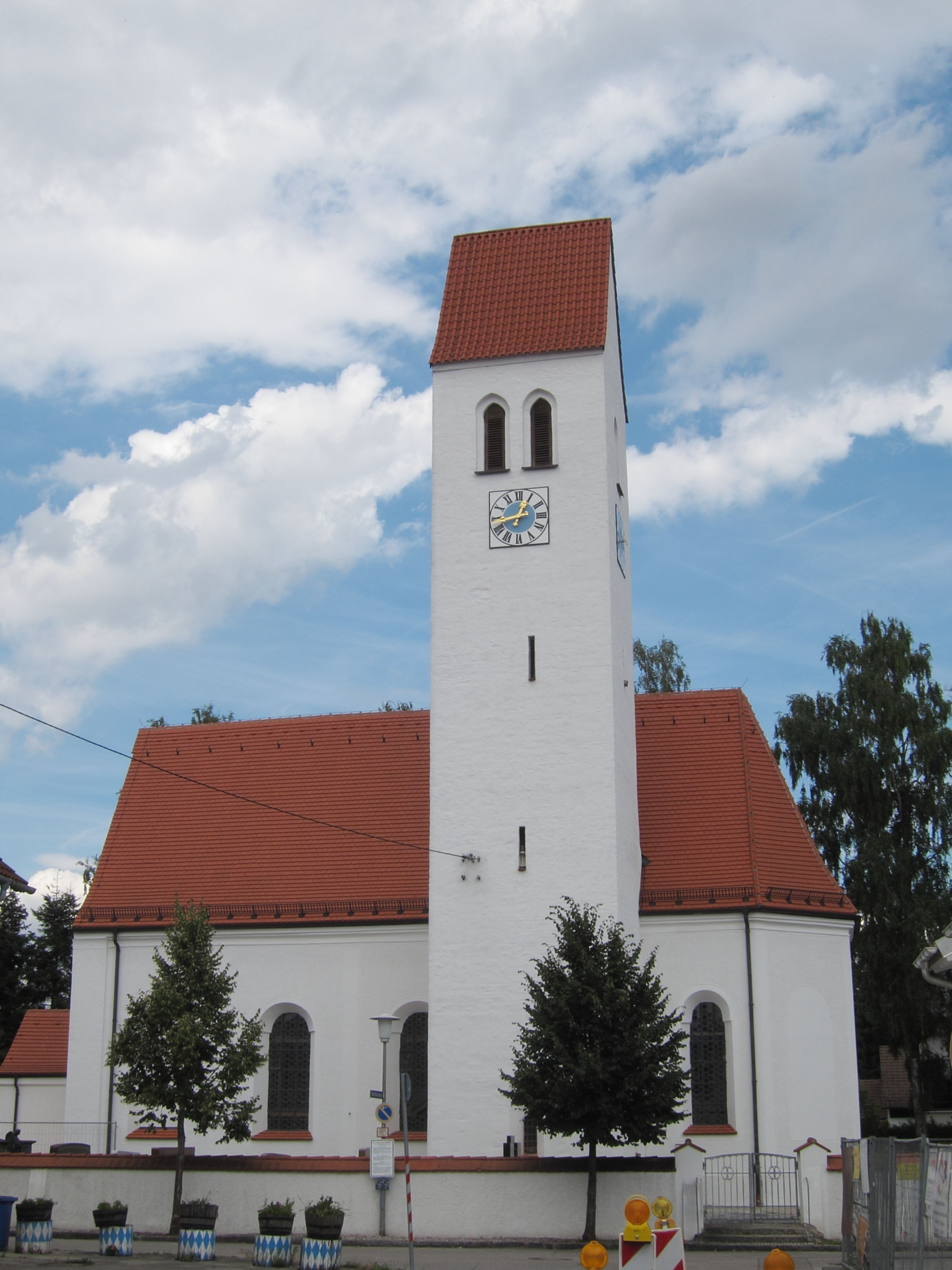
Katholische Kirche St. Nikolaus

Parsdorf ist ein Gemeindeteil der Gemeinde Vaterstetten im Landkreis Ebersberg, Bayern und eine Gemarkung.

## Lage
Das Kirchdorf Parsdorf liegt dreieinhalb Kilometer nördlich des jetzigen Gemeindehauptortes Vaterstetten und zwei Kilometer östlich vom Autobahnkreuz München-Ost unmittelbar südlich der Anschlussstelle Parsdorf der Bundesautobahn 94.

## Geschichte
Der Ort Parsdorf wurde 1113/26 erstmals urkundlich erwähnt. 1818 wurde durch die königlich-bayerische Gebietsreform die Gemeinde Parsdorf gegründet, die den bis dahin bestehenden Steuerdistrict ersetzte. 
Im Jahr 1978 wurde die Gemeinde Parsdorf in Gemeinde Vaterstetten umbenannt. Das Dorf Vaterstetten hatte sich zum herausragenden Siedlungsschwerpunkt innerhalb der Gemeinde entwickelt. Bereits bei der Volkszählung 1925 war Parsdorf mit 262 der 1565 Einwohner der Gemeinde nur der zweitgrößte Ort der Gemeinde, einwohnerstärkster Ort war Vaterstetten mit 396 Einwohnern. Bei der Volkszählung 1961 hatte die Gemeinde 5420 Einwohner, davon 533 in Parsdorf und 3119 in Vaterstetten, 1970 lag die Einwohnerzahl der Gemeinde bei 8825, davon 794 in Parsdorf und 5449 in Vaterstetten.